# Luszkowo
Luszkowo [pronunciación en polaco: /luʂˈkɔvɔ/] es un pueblo ubicado en el distrito administrativo de Gmina Pruszcz, dentro del Distrito de Świecie, Voivodato de Cuyavia y Pomerania, en del norte-Polonia central. Se encuentra aproximadamente a 8 kilómetros al este de Pruszcz, a 13 kilómetros al suroeste de Świecie, a 32 kilómetros al noreste de Bydgoszcz, y a 39 kilómetros al noroeste de Toruń.